# Fréderic Elie
Fréderic Elie   (Port-au-Prince, 10 de març de 1946 - Maracaibo, 2 de novembre de 2023) va ser un futbolista veneçolà, d'ascendència haitiana, de la dècada de 1970.
Fou 20 cops internacional amb la selecció de Veneçuela.
Pel que fa a clubs, fou jugador, entre d'altres, de Alianza Lima i Portuguesa.